# Parafia św. Mikołaja w Kidowie
Parafia Świętego Mikołaja w Kidowie – parafia rzymskokatolicka, znajdująca się w diecezji kieleckiej, w dekanacie żarnowieckim.